# New Jersey Institute of Technology
Il New Jersey Institute of Technology (NJIT, Istituto di Tecnologia del New Jesery) è un'università politecnica pubblica di ricerca di Newark, New Jersey, con un campus satellite per il conseguimento di lauree a Jersey City. Fondato nel 1881 con il sostegno di industriali e inventori locali, in particolare di Edward Weston, il NJIT ha aperto come Newark Technical School (NTS) nel 1885 con 88 studenti. Nell'autunno del 2022 l'università conta 12.332 studenti provenienti da 92 Paesi, di cui circa 2.500 vivono nel campus principale nel quartiere University Heights di Newark.